# Имамат Фута-Джаллон
Имама́т Фу́та-Джалло́н, также известный как Джаллон или Эмират Тимбо:50 (араб. إمامة فوتة جالون‎) — африканское теократическое исламское государство доколониальной эпохи, находившееся на территории Западной Африки в высокогорном регионе Фута-Джаллон, региона расположенного на территории современной Гвинеи. Государство было основано в 1727 году в результате джихада народа фуло и фактически прекратило своё существование в результате поглощения Францией в 1896 году.

## История

### Зарождение
Полукочевой народ фульбе начал заселять высокогорный регион Фута-Джаллон в XV–XVI веках. Первоначально они придерживались традиционного африканского язычества и мирно сосуществовали с коренным народом диалонке. В XVIII веке приток мусульман из города Матина, что в Мали, изменил структуру общества фульбе распространив среди них ислам:85. К 1700 году богатые мусульмане-фульбе возмутились высокими налогами и потребовали права строить мечети и исламские медресе:88.
В 1720-х годах вспыхнуло восстание мусульман фульбе и мадинке под предводительством тородбийского священнослужителя Альфа Ба, который провозгласил себя амир аль-муминим, или «повелителем правоверных». Он был убит в 1725 году, но его сын Ибрагим Самбегу захватил власть и разгромил язычников в решающей битве при Талансане в 1727 году:85,88. Ибрагим, взявший имя Карамоко Альфа, стал первым правителем государства с титутлом алмами:85.

### Расцвет государства
Карамоко Альфа умер в 1751 году, и ему наследовал эмир Ибрагим Сори, который укрепил власть исламского государства:85. Начавшаяся в 1770-х годах религиозная война в Фута-Джаллоне вдохновила аналогичное движение в регионе Фута-Торо, где священнослужитель Тородбе Сулейман Бал сверг династию Денианке в 1776 году:441. Смерть Сори в 1791 году привела к серии споров о престолонаследии между правящими семьями Сория и Альфая. Ситуация улучшилась после 1845 года, когда они договорились чередовать власть в имамате каждые два года:256.

Западная Африка, около 1875 года.

В период своего расцвета имамат Фута-Джаллон был одним из самых могущественных государств Западной Африки, опиравшийся на мощную армию из свободных людей и рабов. Они смогли установить значительный контроль над более слабыми прибрежными государствами вдоль Атлантики, что позволило им воспользоваться преимуществами процветающей атлантической работорговли с европейцами, особенно французами и португальцами. Кроме рабов, фульбе также поставляли зерно, крупный рогатый скот и другие товары своим европейским соседям в их колониях. Первые попытки экономического проникновения в глубь страны были предприняты британцами из Сьерра-Леоне в 1794 году в попытке получить торговые привилегии:245.
На протяжении XIX-го века правящий класс вёл всё более расточительный образ жизни, а население несло тяжёлое налоговое бремя. Вспыхнуло движение сопротивления, известное как хуббу, что означает «те, кто отказывается», во главе с представителем народа фульбе по имени Альфа Мамаду Дюхе. Его армия, состоящая из угнетенного класса скотоводов и беглых рабов, десятилетиями вела войну против государства, в какой-то момент даже захватив столицу Тимбо, прежде чем силы из других провинций объединились, чтобы победить их:54. 
В 1865 году, в разгар длительного периода постоянных конфликтов, имамат вторгся в государство Каабу, воспользовавшись тем, что там началось восстание Альфы Моло. В решающем сражении при Кансале в 1867 году столица Каабу была захвачена и разрушена, и имамат распространил свой контроль на регион Фуладу в бассейне реки Казаманс. В 1879 году алмами Ибрахима Сори Дара заключил союз с Самори Туре, чья империя Вассулу росла на востоке и нуждалась в безопасном доступе к европейским торговцам оружием на побережье:54. Для имамата этот союз служил двойной цели: привлечь правителя Малинке для подавления остатков мятежа хуббу, которые совершали набеги на торговые караваны и выступали в качестве противовеса растущему могуществу Франции в регионе:247.

### Упадок и покорение Францией
С середины 1800-х годов французы, и особенно губернатор Луи Федерб, рассматривали Фута-Джаллон как неотъемлемую часть французского имперского проекта в Западной Африке:245. В 1881 году, подстёгиваемые осторожными действиями Великобритании, французы заключили с руководством имамата договор, который, по их мнению, устанавливал французский протекторат. Однако арабская версия документа не содержала подобных положений. Тем не менее, к 1889 году другие международные державы признали, что Фута-Джаллон входит в сферу влияния Франции, даже после того, как другой международный договор 1893 года подтвердил интерпретацию даваемую имаматом:246. 
В 1890 году Букар Биро убил своего старшего брата в рамках успешной борьбы за контроль над политической группировкой Сория. Хотя французы были полны решимости избежать кровопролитной захватнической войны, они оказывали всё большее давление на имамат:252. Это поставило Биро в сложную дипломатическую ситуацию. Руководство имамата рассматривало возможность установления более тесных отношений с британцами в Сьерра-Леоне как угрозу для французов, поскольку они заключили торговые соглашения до 1881 года. Англичане, однако, не собирались вмешиваться после признания претензий Франции в 1889 году и полностью прекратили торговые отношения с имаматом в 1895 году:248–9. Алмами также настраивал отдельные французские колониальные администрации друг против друга, пока в 1895 году не была создана скоординированная французская западноафриканская колониальная администрация:250. Наконец, они воспользовались сложной структурой управления имаматом, в которой две фракции поочередно контролировали центральное правительство и провинции, в качестве предлога для отсрочки уступок и проведения дальнейших консультаций:251.
Букар Биро предпринял шаги по усилению центральной власти, а провинциальные лидеры оказали сопротивление во главе с Альфой Яей из Лабе. 13 декабря 1895 года они нанесли поражение Биро при Бантиннеле, но он бежал и вернулся к власти с помощью Франции в начале 1896 года:254. Французы обусловили свою поддержку новым договором, но при переводе обнаружили, что Биро вместо подписи написал слово «бисмиллах»:252.
В то самое время, когда французы окончательно потеряли веру в Букара Биро, внутренняя стабильность государства пошатнулась. Главы провинций, чьё восстание потерпело поражение, обратились за поддержкой к французам. Несогласные группировки внутри Сории, которые не простили убийство брата Биро, сделали то же самое. Повальное рейдерство и жестокое налогообложение, по-видимому, также заставили людей поддержать перемены:258. В довершение всего алмами от Альфая по имени Хамаду умер, и главным кандидатом на его замену и, таким образом, на альтернативное правление с Биро был профранцузски настроенный Омар Бадемба. Биро попытался убить его, а когда это не удалось, он поддержал двух соперников из Альфаи. Бадемба разгромил их, затем напал на самого Букара Биро, но потерпел поражение и бежал к французам:257.
В ноябре 1896 года, сославшись, в качестве предлога, на нарушение Букаром Биро его конституционных полномочий, французы вмешались и сместили его. 3 ноября они без сопротивления вошли в Тимбо. 14-го числа небольшой отряд хорошо вооружённых французских солдат разгромил армию Биро в битве при Поредаке, где он был убит. Французы назначили двоюродного брата Букару алмами от Сори, а Бадембу алмами от Альфаев, теперь фактически став французскими подданными, чем независимыми правителями:259–60.

## Управление
Управление имаматом осуществлялось в соответствии со строгим толкованием следованиям законам шариата, а центральный правитель находился в городе Тимбо, недалеко от современного Маму. Имамат представлял собой федерацию из девяти провинций под названием диве, которые пользовались определённой степенью автономии:85. Этими дивами были: Тимбо, Тимби, Лабе, Коин, Колладе, Фугумба, Кебали, Фоде Хаджи и Бхуриа. Совет старейшин также обладал значительной властью давая советы алмами или отстраняя их от должности:251.
Мусульмане Фута-Джаллона разделились на фракции. Клерикальная фракция взяла название Альфая из уважения к наследию Карамоко Альфы, в то время как светская фракция назвала себя Сория в честь его преемника Ибрахима Сори. Правители двух городов Тимбо и Фугумба происходили из одной и той же семьи, и впоследствии всё соперничество за должность алмами происходило между этими двумя городами. В 1845 году две фракции пришли к соглашению, что власть должна поочередно переходить от лидеров двух фракций, при этом избранные каждой фракцией алмами будут занимать свои посты поочередно на двухлетний срок. Это положение соблюдалось вплоть до попытки Букара Биро удержаться у власти в 1896 году, которая ускорила падение имамата:256.

## Экономика и культура
Имамат порабощал немусульман как внутри, так и за пределами своих границ, продавая рабов европейским торговым домам на побережье или размещая рабов (хаббу) в сельскохозяйственных колониях, называемых рунде. В 1785 году вспыхнуло крупное восстание рабов, но оно было подавлено, хотя многие выжившие бежали:393. К середине XIX века рабы выполняли большую часть, если не всю, сельскохозяйственных работ:463.
Имамат был крупным центром исламского образования и искусства:85. Язык фула писался арабской вязью, арабский же язык был государственным. В XIX веке поэты народа фульбе сочиняли стихи об исламе, законе и морали, и многие женщины умели читать Коран:461.

## Примечание
1. 1 2  de Bruijn, Mirjam. Resistance to Fulbe Hegemony in nineteenth-century West Africa // Rethinking resistance : revolt and violence in African history / Mirjam de Bruijn, Han van Dijk. — Brill, 2003. — P. 43–68.
2. ↑  Office for Subject Cataloging Policy, 1992, p. 1775.
3. 1 2 3 4 5 6 7  Page, Willie F. Encyclopedia of African History and Culture. — Illustrated, revised. — Facts On File, 2005. — Vol. III.
4. ↑  Ogot, Bethwell Allan. Africa from the Sixteenth to the Eighteenth Century. — UNESCO, 1992. — P. 292. — ISBN 978-92-3-101711-7.
5. 1 2 3  Loimeier, 2013, p. 115.
6. 1 2 3 4  Green, Toby. A Fistful of Shells. — UK : Penguin Books, 2020.
7. 1 2 3 4 5 6 7 8 9 10 11 12 13 14 15 16  McGowan, Winston (1981). Fula Resistance to French Expansion into Futa Jallon 1889-1896. The Journal of African History. 22 (2): 245–261. doi:10.1017/S0021853700019435. JSTOR 181585. S2CID 154547617.
8. ↑  WESTERN  AFRICA TO  c1860  A.D. A  PROVISIONAL  HISTORICAL  SCHEMA  BASED ON  CLIMATE  PERIODS by George E.  Brooks, Indiana  University African  Studies  Program, Indiana  University, Bloomington,  Indiana, August,  1985.
9. ↑  Fofana, Khalil. L' Almami Samori Touré Empereur. — Paris : Présence Africaine, 1998. — ISBN 9782708706781.
10. ↑  Barry, 1997, p. 165.
11. ↑  Barry, 1997, p. 291.
12. ↑  Barry, 1997, p. 292.
13. ↑  Gray, 1975, p. 208.
14. ↑  Sanneh, 1997, p. 73.